# Пандектная система
Панде́ктная систе́ма — принцип построения нормативно-правовых актов (в частности гражданских кодексов), при котором общая и особенная части выделяются в отдельные разделы. Ей противостоит институционная система, воплощённая в Кодексе Наполеона.
Пандектная система была разработана в XVIII—XIX веках видными германскими правоведами Георгом Фридрихом Пухтой, Карлом Адольфом Вангеровым, Георгом Арнольдом Хайзе, Бернхардом Виндшейдом, Генрихом Дернбургом, Оскаром фон Бюловым. Эти учёные юристы (пандектисты) произвели всеохватывающую (пандектную) систематизацию источников римского частного права, прежде всего, Юстиниановых Дигест (пандектов). «Благодаря работам пандектистов появились общие понятия: договор, сделка, обязательство, право собственности, вещное право, деликт, которых не было в римском праве. Основным достижением пандектистов стало выделение общей части (общих положений) гражданского права и дифференциация вещных и обязательственных прав, а также чёткое разделение материальных и процессуальных норм». По пандектной системе построено Германское гражданское уложение 1896 года (BGB), в основу которого были положены идеи знаменитого теоретика и историка права Фридриха Карла Савиньи. Пандектная система принята в Российской Федерации, Литве, Латвии, Эстонии, странах Содружества Независимых Государств, а также в Греции, Японии, Южной Корее, португалоязычных , некоторых европейских странах и других, которые придерживаются в основном германской модели.
Несколько обособленное положение занимает австрийское Всеобщее гражданское уложение 1811 года (ABGB), представляя собой уникальное явление. Будучи одной из первых европейских кодификаций, имевших в основе концепцию «естественных прав» и составленного по образцу Кодекса Наполеона, в силу определенных исторических причин оно фактически толкуется и применяется по догматическим правилам пандектистики и считается принадлежащим к германской правовой группе, чему никак не мешает отсутствие в нём Общей части (положения, применяемые ко всем институтам). В 1914—1916 годах в ABGB были внесены три крупные новеллы, позволившие относить его к кодификациям германского типа. С этого времени все австрийские учебники гражданского права стали строиться по пандектной системе и включать общую часть, несмотря на её отсутствие в самом Уложении. 
В гражданских кодексах Венгрии (1959, 2013)  и Чехословакии (1950, 1964)  нормы общей части, как и в ABGB, оказались распределенными по нескольким разделам аналогично тому, как это имеет место и в швейцарском кодексе (1907). Принципиальной особенностью указанных кодексов является отсутствие в них общей части в смысле классической пандектной систематизации, обусловленные правда лишь исторической традицией. Тем не менее, находясь под сильным влиянием ABGB либо германского кодекса в них также были восприняты пандектные подходы, что указывает на их принадлежность к системам германской группы.
Австрийскую модель используют и ряд балканских стран (бывших когда-то частью обширной империи Габсбургов), где традиционно отсутствует единообразная кодификация частноправовых норм (кроме Албании, Греции, Сербии), следуя в основном по пути принятия отдельных Законов (о наследовании, об обязательствах, о собственности), и формулируя уже в них общие положения, которые носят характер частичной кодификации гражданского права. Вследствие абстрактности многих норм ABGB смогло без особых сложностей воспринять основные положения и принципы немецкой пандектной науки и основанного на ней Германского гражданского уложения (BGB), чему не помешала институционная систематика ABGB.